# のんバス

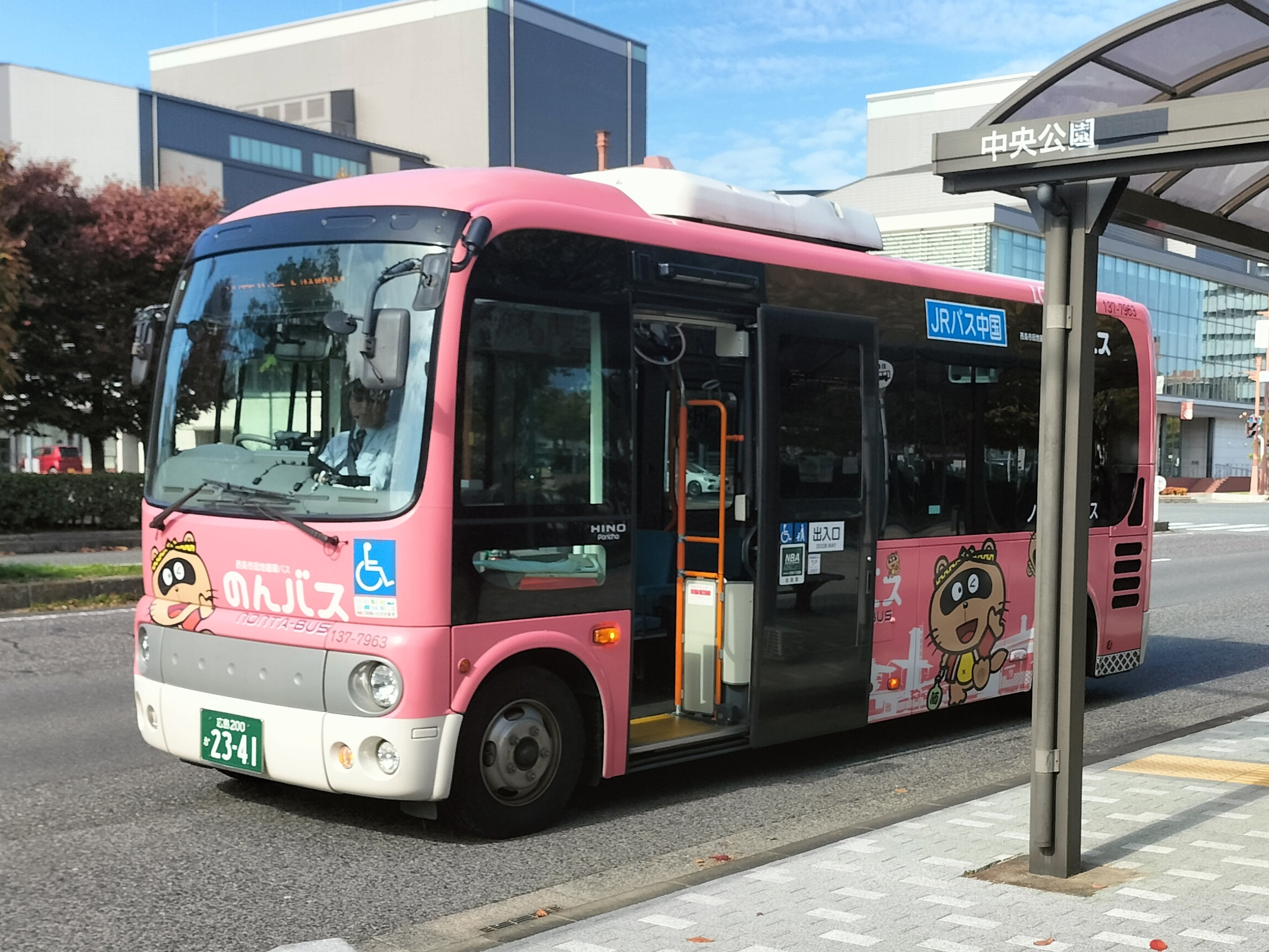
のんバス専用車両（JRバス中国）

のんバスは、広島県東広島市が運行するコミュニティバスの愛称である。正式名称は西条市街地循環バス「のんバス」。東広島市の中心市街地であるJR山陽本線西条駅周辺（西条地区）で運行される。
2017年（平成29年）10月1日運行開始。同一経路を「赤ルート（外回り）」「青ルート（内回り）」の2方向で循環運行する。「のんバス」の愛称は、東広島市観光マスコットのタヌキ「のん太」 に由来し、車体にも「のん太」のイラストがラッピングされている。
運行は芸陽バス とJRバス中国 へ委託している。

## 概要
西条駅周辺の中心市街地活性化を目的として、買い物や通院などの利便性を高めるとともに、高齢者など交通弱者の移動手段を確保するため、コミュニティバスの運行を開始した。「赤ルート（外回り）」「青ルート（内回り）」とも1時間に2便ずつ、30分おきのパターンダイヤで運行し、8時から19時45分まで（西条駅発）、一日24便が運行される。
2017年10月1日の運行開始から翌2018年9月末までの1年間の利用者は、市政策推進課によれば1便平均9.3人、1日平均は約440人であった。市が当初1便平均12.9人の乗車を目標としていたが、それにはやや及ばなかったものの、市政策推進課では「時間帯や平日・休日にかかわらずまんべんなく利用があり、まずまず」と評価し、好調な滑り出しを見せた。また市がのんバス利用者に行ったアンケートの結果でも約8割が「満足・やや満足」と回答し、さらなる増便や停留所の増設を期待する声も多かった。
一方で、のんバスの運賃は大人200円均一（2022年5月現在）としているが、これは市内を運行する一般路線バスの初乗り運賃より高い。そのため短区間の乗車では割高感があるとして運賃値下げを求める意見もみられた。なお、同じ広島県内で運行されている福山市中心市街地循環バス「まわローズ」（中国バスが運行）では均一運賃ながら、一般路線バスの初乗り運賃と同額に設定している。ただし「まわローズ」は中国バスの一般路線であり、市が運行主体となるコミュニティバスではない。
市政策推進課はこれに対し、運賃や増便などは一般路線バスとの収支バランスを考慮しなければならないとして、コミュニティバスが市内を運行する一般路線バスの需要を奪ってしまうことがないよう、バス事業者への配慮を示す考えを述べた（運賃の低廉なコミュニティバスの運行により、地域の一般路線バスが減便や路線廃止に至る事態は日本全国各地で発生している）。その上で利用者の要望も受けつつ、市民とバス事業者の双方にメリットがある関係を目指していくとした。また運行開始1周年を受け、運行受託するバス事業者の側からは、のんバスの魅力発信により一般路線バスの利用促進につなげるとともに、市民のみならず観光客の足としてもアピールして利用者を増やしたいとの意見があった。

### のんバス協力店舗
運行の主目的として、東広島市の中心市街地である西条駅周辺の活性化を掲げていることから、同駅周辺の店舗等と「のんバス協力店舗」として協力し、のんバス乗車時に車内で発行を受けられる「のんバス乗車証明書」を提示することで、のんバスの停留所周辺の店舗等で割引などの特典サービスを受けられる仕組みを採用している。
沿線にあるゆめタウン東広島やフジグラン東広島 といったショッピングセンターをはじめ、エディオン東広島本店、スポーツクラブルネサンス東広島、中国産業株式会社（ボウリング場「賀茂ボール」、ビジネスホテル、スーパー銭湯、ゲームセンターなどを運営）、商店や飲食店、印刷所など、様々な店舗・施設でのサービスが受けられる。また停留所が設置されている東広島市立中央図書館では「のんバス乗車証明書」の提示で特製ブックカバーと栞をプレゼントするなど、公共施設との連携も行われている。
西条町は伝統的に日本酒製造が盛んな町として知られ、町の中心部には造り酒屋や酒蔵が立ち並び、京都の伏見、神戸の灘と並ぶ三大銘醸地と称される。「のんバス協力店舗」のサービスの中には、西条町の地酒のサービスといった地場産業を活かしたものもある。

## 沿革
- 2017年（平成29年）10月1日：運行開始[3][4]。

## 運賃・乗車券類
2022年5月現在の運賃制度は以下のとおり。
- 運賃は均一運賃制で、大人200円、小人（小学生）100円。未就学児は同伴者1人につき1人目は無賃、2人目からは小児運賃となる。
- 各種障害者手帳（身体障害者手帳、療育手帳、精神障害者保健福祉手帳）の提示により運賃半額となる。障害者手帳アプリ「ミライロID」も利用できる。
- 以下の交通系ICカードが利用可能。
  - ICOCAおよび交通系ICカード全国相互利用サービス対応カード
  - PASPY（PASPY割引・乗継割引は適用されない）
- 専用一日乗車券（紙式）を大人500円、小人250円で販売している。車内のみで販売。

## 路線
2022年5月現在の現行路線は以下のとおり。
西条駅を起終点として同一ルートを双方向循環し、外回りが「赤ルート」、内回りが「青ルート」と命名されている。1周は10.2km。「福祉センター前」停留所は赤ルート（外回り）のみ停車する。「中央公園前」停留所は駅前にある西条中央公園の前。

### 赤ルート（外回り）
- 1：西条駅 → 中央公園前 → ゆめタウン東広島前 → のぞみ整形外科前 → 福祉センター前 → 浄福寺橋 → 賀茂ボール前 → 松賀中学校入口 → フジグラン前 → 東広島市立中央図書館 → 三ツ城古墳前 → 西条小学校前 → 中央公園前 → 西条駅

### 青ルート（内回り）
- 2：西条駅 → 中央公園前 → 西条小学校前 → 三ツ城古墳前 → 東広島市立中央図書館 → フジグラン前 → 松賀中学校入口 → 賀茂ボール前 → 浄福寺橋 → のぞみ整形外科前 → ゆめタウン東広島前 → 中央公園前 → 西条駅

## 車両
専用車両として、小型ノンステップバスの日野・ポンチョ（1ドアロングボディ）が使用される。ピンク色の専用ラッピングで「のん太」のイラストが描かれている。車両は運行を受託するバス事業者が保有する事業用自動車（緑ナンバー）である。

## 東広島市のコミュニティバス
東広島市では「のんバス」の他にも、市町村合併により現在の東広島市が成立する以前の各町の町域で、コミュニティバス等を運行している。